# Phasmophobia
Phasmophobia — многопользовательская компьютерная игра в жанре survival horror, разработанная и выпущенная британской студией Kinetic Games. Игра была выпущена в Steam для Windows в сентябре 2020 года в раннем доступе вместе с поддержкой VR. В Phasmophobia игроки принимают на себя роли охотников за привидениями, исследующих тот или иной дом в поисках паранормальной активности; игра использует технологию распознавания речи, так что обитающее в доме привидение реагирует на речь игроков в голосовом чате. Phasmophobia приобрела значительную популярность благодаря видеороликам и стримингу в сервисах Twitch и YouTube.
29 октября 2024 года игра вышла на платформы PlayStation 5, Xbox Series X/S.

## Игровой процесс

Игровой процесс Phasmophobia. Персонажи игроков идут друг за другом по тёмному коридору; в руках замыкающего игрока — фотоаппарат.

Phasmophobia предназначена для кооперативной игры в группе до четырёх игроков, которые принимают на себя роли охотников за привидениями — городских исследователей, обследующих различные здания в поисках паранормальной активности. При обследовании дома игроки используют различные приборы и инструменты — ультрафиолетовые фонарики, термометры, измерители электромагнитных полей, видеокамеры, распятия и т. д., которые помогают определить тип призрака. Изначально игроки начинают со слабыми предметами, которые позже можно улучшить за внутриигровую валюту для более быстрого расследования. Разные предметы помогают игрокам искать в доме следы потустороннего присутствия или, наоборот, защититься от агрессивного привидения. Так же на картах присутствует один из проклятых предметов. Они всегда появляются на одних и тех же местах и помогают игроку узнать больше о призраке, или спровоцировать призрака на преждевременную охоту.
В начале игры генерируется уникальная личность призрака, состоящая из имени, пола, возраста и типа. В игре присутствует 24 типа призрака, и каждый из них имеет свои повадки, сильные и слабые стороны, что делает каждого призрака уникальным в плане линии поведения (кроме «Духа»). Призрак всегда привязан к определённой комнате в доме, которая выбирается случайно в начале игры, и в основном он не проявляет себя за пределами своей комнаты. Однако на более высоких уровнях сложности, призрак может изменить свою любимую комнату. В основном, призрака нельзя увидеть, у него нет материальной оболочки в игре, однако во время охоты или других паранормальных явлений, он может проявить свой силуэт, который может выглядеть по-разному и выбирается случайно в начале игры. Призрак проявляет себя разными мелкими происшествиями — в комнате перемещаются и падают различные предметы, гаснет или зажигается свет, может зазвонить телефон. По мере пребывания в темноте и столкновений с паранормальной активностью у персонажа убывает особая шкала рассудка — чем ниже показатель, тем агрессивнее призрак по отношению к персонажу. Более того, сам призрак может выйти на охоту на игроков, целенаправленно пытаясь убить их. При этом входная дверь в дом сама собой закрывается на замок, и запертые в доме игроки должны избегать встреч с призраком, спрятавшись в укромных местах или убегая от него. На каждой карте есть свои укромные места, и чем больше карта, тем больше укрытий.
В течение миссии игроки общаются друг с другом через голосовой чат — при этом игра использует встроенную в Windows технологию распознавания речи, так что управляемое компьютером привидение может отзываться на обращённые к нему вопросы и приказы или, например, стать более агрессивным и атаковать, если испуганные игроки призывают друг друга бежать. Конечная цель в каждой игровой миссии состоит не в том, чтобы одолеть привидение, а в том, чтобы собрать о нём достаточно информации и определить тип привидения — по итогам миссии игроки получают опыт и внутриигровую валюту, которую они могут потратить на покупку полезных вещей для использования в дальнейших миссиях.

## Разработка и выпуск
Phasmophobia была разработана как инди-игра британской студией Kinetic Games, состоящей всего из одного человека — разработчика под псевдонимом Dknighter; он не имел какого-либо официального образования в области разработки игр, и Phasmophobia была его дебютным проектом, созданным самостоятельно. Игра, выпущенная в ранний доступ Steam в сентябре 2020 года, должна покинуть его и выйти в виде полной версии в конце 2022 или начале 2023 года. Phasmophobia была выпущена в ранний доступ по очень низкой цене — 15 долларов США или 11 фунтов стерлингов; разработчик сообщал, что намерен сохранять низкую цену на том же уровне, пока игра остаётся в раннем доступе. В планы разработчика входит улучшение искусственного интеллекта призраков, в том числе и в части распознавания речи; привидения должны стать менее предсказуемыми и более опасными — например, они должны возвращаться в то место, где в последний раз видели кого-либо из игроков.
Phasmophobia, выпущенная в ранний доступ 18 сентября 2020 года, приобрела резкую и неожиданную популярность на Twitch и YouTube в начале октября, в том числе благодаря популярным стримерам и летсплеерам с этих платформ — в неё, в частности, играли Пьюдипай, xQc, Pokimane, Jacksepticeye, Sodapoppin и Markiplier. К 7 октября она вошла в пятёрку самых просматриваемых игр на Twitch, и её совокупная аудитория превысила 80 тысяч зрителей, больше, чем у таких популярных на тот момент игр Among Us, Fortnite Battle Royale, FIFA 21 и Genshin Impact. В Steam игра вошла в число самых продаваемых игр и к концу октября возглавила рейтинг продаж на этой платформе, обогнав предзаказы Cyberpunk 2077 и Baldur’s Gate III; при этом количество одновременных игроков в игре превышало 85 тысяч. По сообщению разработчика, продажи Phasmophobia к началу ноября 2020 года превысили 2 миллиона копий.
Не содержащая какой-либо защиты от читов игра оказалась лёгкой мишенью для развлекающихся хакеров, пытающихся напугать игроков способами, не предусмотренными самой игрой — например, запускать агрессивных привидений в безопасные комнаты-лобби, где персонажи игроков находятся в промежутках между игровыми сессиями. Разработчик объявил через Discord, что знает об этих проблемах и работает над их решением. Dknighter первоначально предполагал, что период пребывания в раннем доступе будет коротким — планировалось добавить лишь несколько новых привидений, карт и видов снаряжения; аудитория игры, как он ожидал, должна была составить 500 человек в день запуска и лишь уменьшаться в дальнейшем. Невероятная популярность игры заставила его пересмотреть планы — продлить сроки пребывания игры в раннем доступе и выпускать новый контент большими обновлениями. Разработчик рассматривал возможность введения в игру PvP-режима, где привидением бы управлял ещё один игрок; тем не менее, Dknighter отказался от этой идеи, считая, что она уводит игру не в том направлении. Популярность Phasmophobia он объяснял спросом на игры, «где можно просто повеселиться с друзьями».

## Отзывы
| Иноязычные издания | Иноязычные издания |
| Издание            | Оценка             |
| ------------------ | ------------------ |
| Jeuxvideo.com      | 16/20              |

Phasmophobia получила положительные отзывы критиков. Рич Стэнтон из PC Gamer назвал её «лучшей когда-либо созданной игрой о привидениях» и уверял, что эта игра «способна выкидывать такие штуки, которые заставят вас поседеть», пугая даже опытных и преодолевших страх неизвестного игроков. Кэсс Маршалл в статье для Polygon отмечал, что игра страдает от множества мелких технических проблем, подчас невыносимых, «но когда Phasmophobia удаётся заставить работать как надо, она гениальна». Александр Юбер, рецензент французского сайта Jeuxvideo.com, пишущий под псевдонимом «[87]», в обзоре версии игры в раннем доступе охарактеризовал игру как оригинальную, предлагающую новый креативный подход к жанру, и по-настоящему пугающую; он посчитал слабостями игры однотипные декорации и неудачно реализованную анимацию персонажей. Обозреватель DTF Даниил Кортез назвал Phasmophobia «игрой, которая научит вас бояться», отметив, что, несмотря на огромное количество хоррор-игр в раннем доступе Steam, лишь немногие из них выходят за рамки устоявшейся формулы Amnesia: The Dark Descent, SCP и Slender: The Arrival. Кортез особо отметил технические решения Phasmophobia в плане использования голосового чата и распознавания речи, и использования пугающей атмосферы, а не «дешёвых громких скримеров»; по его мнению, игра делается менее страшной по мере того, как игроки осваивают правила, но всё равно способна подарить уникальный и жуткий опыт.
Обозреватель Kotaku Нейтан Грейсон объяснял взрывную популярность игры на Twitch не только её тематической близостью к надвигающемуся Хэллоуину, но и удачным попаданием в общие вкусы аудитории. Грейсон сравнивал её с Among Us — другой инди-игрой, завоевавшей огромную аудиторию в предыдущие месяцы; по его мнению, обе игры в состоянии генерировать эмоциональные, шумные и забавные споры между игроками — до такой степени, что легко забыть, что игроки не находятся в одной и той же комнате.

### Награды
| Год  | Награда                       | Категория            | Результат | Ист.   |
| ---- | ----------------------------- | -------------------- | --------- | ------ |
| 2020 | The Game Awards 2020          | Лучшая дебютная игра | Победа    | [ 26 ] |
| 2020 | Steam Awards 2020             | Лучшая VR-игра года  | Номинация | [ 27 ] |
| 2021 | Game Developers Choice Awards | Лучший дебют         | Победа    | [ 28 ] |

### Комментарии
1. ↑  С англ. «фазмофобия», навязчивый страх — боязнь привидений, от греч. φάσμα («призрак, привидение») + фобия.